# Colin Niel
Pour les articles homonymes, voir Niel.
Œuvres principales
- Seules les bêtes
- Entre fauves
- Darwyne

Colin Niel, né le 16 décembre 1976 à Clamart, est un auteur français de romans noirs.

## Biographie
Ingénieur des eaux et forêts, diplômé d'études approfondies en biologie de l'évolution et écologie, Colin Niel a travaillé pendant douze ans dans la préservation de la biodiversité. Il a vécu plusieurs années en Guyane française, où il a notamment été chef de mission pour la création du parc amazonien de Guyane, mais aussi à Paris, à Lille, à Montpellier, en Guadeloupe où il fut directeur adjoint du parc national de la Guadeloupe.
Sa série guyanaise multiprimée, Les Hamacs de carton (2012), Ce qui reste en forêt (2013), Obia (2015) et Sur le ciel effondré (2018), met en scène le personnage d’André Anato, un gendarme noir-marron à la recherche de ses origines. En 2019, il signe avec le photographe guyanais Karl Joseph La Guyane du capitaine Anato, un livre-photo dans lequel on retrouve plusieurs personnages de ces 4 romans à travers 12 nouvelles inédites.
En 2017, il publie Seules les bêtes, un roman qui ne fait pas partie de cette série, et qui plonge le lecteur dans la solitude du monde rural sur les causses, roman lui aussi plusieurs fois récompensé et adapté pour le cinéma par le réalisateur Dominik Moll. En 2020 parait Entre fauves, thriller choral entre désert de Namibie et vallées pyrénéennes, qui explore les relations entre hommes et grands prédateurs, et l'instinct de chasse niché en chaque être humain.
En 2022, Darwyne évoque un enfant déchiré entre son amour pour sa mère et celui qu'il éprouve pour la forêt amazonienne, avec laquelle il entretient une relation intime et quasi magique. Ce roman est suivi par Wallace en 2024, dans lequel on retrouve plusieurs de ses personnages.
Colin Niel vit actuellement à Marseille, où il se consacre à l'écriture.

## Publications

### Romans

#### Série guyanaise
1. Les Hamacs de carton, Le Rouergue, coll. « Rouergue noir », 2012, 288 p.  (ISBN 978-2812603532)Réédition, Actes Sud, coll. « Babel noir » no 89, 2013, 378 p. (ISBN 978-2-330-01970-9)
2. Ce qui reste en forêt, Le Rouergue, coll. « Rouergue noir », 2013, 384 p.  (ISBN 978-2812605536)Réédition, Actes Sud, coll. « Babel noir » no 136, 2015, 484 p. (ISBN 978-2-330-05114-3)
3. Obia, Le Rouergue, coll. « Rouergue noir », 2015, 496 p.  (ISBN 978-2812609459)Réédition, Actes Sud, coll. « Babel noir » no 186, 2017, 563 p. (ISBN 978-2-330-08165-2)
4. Sur le ciel effondré, Le Rouergue, coll. « Rouergue noir », 2018, 503 p.  (ISBN 978-2-8126-1658-7)Réédition, Actes Sud, coll. « Babel noir » no 245, 2021, 528 p. (ISBN 978-2-330-14325-1)

#### Autres romans
- Seules les bêtes, Le Rouergue, coll. « Rouergue noir », 2017, 224 p.  (ISBN 978-2-8126-1202-2)Réédition, Actes Sud, coll. « Babel noir » no 219, 2019, 304 p. (ISBN 978-2-330-11842-6) ; Réédition, Le Livre de poche, 2023, 288 p. (ISBN 978-2-253-10762-0)
- Entre fauves, Le Rouergue, coll. « Rouergue noir », 2020, 256 p.  (ISBN 978-2-8126-2068-3)Réédition, Le Livre de poche, 2022, 384 p. (ISBN 978-2253107613)
- Darwyne, Le Rouergue, coll. « Rouergue noir », 2022, 288 p.  (ISBN 978-2-8126-2369-1)Réédition, Le Livre de poche, 2024, 320 p. (ISBN 978-2-253-24381-6)
- Wallace, Le Rouergue, 2024, 336 p.  (ISBN 978-2-8126-2609-8)

### Livre photo
- Colin Niel (textes) et Karl Joseph (photographies), La Guyane du capitaine Anato, Le Rouergue, 2019, 256 p.  (ISBN 978-2-8126-1872-7)

### Collectif
- Belles rencontres : 44 portraits du roman noir (préf. Jean-Bernard Pouy, photogr. Xavier Hacquard et Vincent Loison), Paris, Éd. la Grange Batelière, mars 2021, 104 p. (ISBN 979-10-97127-17-6), p. 72-73

## Récompenses et distinctions
L'œuvre de Colin Niel a été récompensée par de nombreux prix littéraires : 
- Pour Les Hamacs de carton : Prix Ancres noires 2014[8].
- Pour Ce qui reste en forêt : Prix Sang pour sang polar 2014[9] ; Prix des lecteurs de l'Armitière 2014.
- Pour Obia : Prix Quais du polar / 20 Minutes 2016[10] ; Prix Polar Michel Lebrun 2016[11] ; Prix Mille et une feuilles Noires du Festival de Lamballe 2016[12] ; Prix des lecteurs de Villeneuve-Lez-Avignon 2016[13] ; Prix Saint-Pierre et Miquelon « Récits de l’Ailleurs » 2016[14] ; Prix des lecteurs d’Antony 2016[15] ; Prix Ancres noires 2017[16] ; Prix étudiant du polar 2017 ; Prix Polar de Poissy "Les Serial Lecteurs" 2017.
- Pour Seules les bêtes : Prix Landerneau Polar 2017[17] ; Prix Polar en séries de Quais du Polar 2017[18] ; Prix littéraire CEZAM inter-CE 2018 ; Prix Cabri d'or de l'Académie cévenole 2017[19] ; Prix Goutte de Sang d’Encre 2017[20] ; Prix du polar de la Librairie Les Arcades 2017 ; Prix Polars Pourpres 2017[21] ; Prix littéraire des lycéens et apprentis d'Auvergne-Rhône-Alpes 2017-2018[22] ; Prix Flaubert 2019 du lycée Gustave Flaubert de La Marsa (Tunisie)[23] ; Prix Littéraire du Cabri Jeunes 2024[24].
- Pour Sur le ciel effondré : Trophée 813 du meilleur roman francophone 2019[25].
- Pour Entre fauves : Prix Libr'à Nous Polar 2021[26] ; Prix Libraires en Seine 2021[27] ; Prix du Livre Pyrénéen 2021 (catégorie littérature) ; Prix Livres à Vous 2021 (Festival du livre de Voiron) ; Prix des Lecteurs Culture Presse 2022[28] ; Prix Lamartine 2022 ; Choix des libraires du Livre de Poche 2022.
- Pour Darwyne : Grand prix de littérature policière 2023[29] ; Prix littéraire Sauramps/Midi Libre "Habiter le monde" 2023[30] ; Prix Joseph 2022[31] ; Prix des lecteurs de la librairie L'Usage du Monde 2022-2023[32] ; Prix Flaubert 2023 du lycée Gustave Flaubert de La Marsa (Tunisie)[33] ; Prix Carbet des Lycéens 2024[34].

## Adaptation au cinéma
En 2019 sort le film Seules les bêtes, réalisé par Dominik Moll, avec Denis Ménochet, Laure Calamy, Damien Bonnard, Nadia Tereszkiewicz, et Valéria Bruni-Tedeschi, et une courte apparition de Colin Niel en vendeur de coopérative agricole. Adaptation fidèle au roman d'origine, notamment dans sa construction chorale, le film est très bien accueilli par la critique et deux fois nommé aux César 2020, notamment pour le César de la meilleure adaptation.